# Libby Holman
Libby Holman, nome alla nascita Elizabeth Lloyd Holzman, (Cincinnati, 23 maggio 1904 – Stamford, 18 giugno 1971), è stata una cantante e attrice statunitense che raggiunse la notorietà anche per la sua vita personale complessa e anticonvenzionale.

## Biografia
Elizabeth Lloyd Holzman nacque il 23 maggio 1904 a Cincinnati, Ohio, figlia di un avvocato e agente di cambio, Alfred Holzman (20 agosto 1867 - 14 giugno 1947) e sua moglie, Rachel Florence Workum Holzman (17 ottobre 1873 - 22 aprile 1966). La sua famiglia era ebrea. Gli altri figli erano la figlia Marion H. Holzman (25 gennaio 1901 - 13 dicembre 1963) e il figlio Alfred Paul Holzman (9 marzo 1909 - 19 aprile 1992).
Nel 1904 la ricca famiglia divenne indigente dopo che lo zio di Holman, Ross Holzman, sottrasse circa 1 milione di dollari dalla loro attività di intermediazione mobiliare. Ad un certo punto, Alfred cambiò il nome di famiglia da Holzman a Holman. Libby si diplomò alla Hughes High School l'11 giugno 1920, all'età di 16 anni. Si laureò presso l'Università di Cincinnati il 16 giugno 1923, con una laurea in lettere. La Holman successivamente sottrasse due anni dalla propria età, insistendo sul fatto che era nata nel 1906, che aveva indicato alla Social Security Administration come anno della sua nascita.

## Carriera teatrale
Nell'estate del 1924 la Holman partì per New York, dove visse per la prima volta allo Studio Club. Il suo primo lavoro teatrale a New York fu nella compagnia di The Fool. Channing Pollock, lo scrittore di The Fool, riconobbe immediatamente il talento della Holman e le consigliò di intraprendere la carriera teatrale. Libby seguì il consiglio di Pollock e presto divenne una stella. Un collega della fase iniziale della carriera, che in seguito divenne amico intimo di lunga data, fu la futura star del cinema Clifton Webb, allora ballerino. Fu lui a darle il soprannome "La statua di Libby".
Il suo debutto nel teatro di Broadway fu nel film The Sapphire Ring nel 1925 al Selwyn Theatre, che chiuse dopo tredici spettacoli. Fu annunciata come Elizabeth Holman. La sua grande occasione arrivò mentre appariva con Clifton Webb e Fred Allen nella rivista di Broadway del 1929 The Little Show, in cui cantava per la prima volta il numero blues Moanin' Low di Ralph Rainger, che le valse una dozzina di chiamate alla ribalta nella serata di apertura, attirò i critici e diventò la sua canzone firma. Anche in quello show, cantò la canzone di Kay Swift e Paul James Can not We Be Friends?
L'anno seguente, la Holman introdusse il classico di Howard Dietz e Arthur Schwartz Something to Remember You By nello spettacolo Three's a Crowd, con protagonisti anche Allen e Webb. Altre apparizioni di Broadway compresero The Garrick Gaieties (1925), Merry-Go-Round (1927), Rainbow (1928), Ned Wayburn's Gambols (1929), Revenge with Music (1934), You Never Know (1938, musica di Cole Porter), durante la quale ebbe una forte rivalità con la tempestosa attrice messicana Lupe Vélez e la sua autoproduzione della rivista musicale Blues, Ballads and Sin-Songs (1954).
Uno degli aspetti distintivi della Holman era il vestito senza spalline, la cui invenzione le è stata accreditata, o almeno che fosse una delle sue prime indossatrici di alto profilo.

## Vita privata
La Holman fu sposata tre volte ed ebbe diverse relazioni intime con uomini e donne. Tra le sue amanti lesbiche c'erano l'ereditiera DuPont Louisa d'Andelot Carpenter, l'attrice Jeanne Eagels e la scrittrice Jane Bowles. La Carpenter avrebbe avuto un ruolo importante durante la vita della Holman. Vissero insieme e crebbero insieme i propri figli, furono apertamente accettate dai loro compagni di teatro. Scandalizzarono di più alcuni incontri che ebbe con uomini molto più giovani, come l'attore americano Montgomery Clift, a cui fece da mentore.
La Holman si interessò a un fan, Zachary Smith Reynolds, l'erede della compagnia di tabacco R. J. Reynolds. Questi ne fu colpito fin dall'inizio, nonostante avesse sette anni meno di lei. Si incontrarono a Baltimora, nel Maryland, nell'aprile del 1930, dopo che Reynolds l'aveva vista esibirsi in The Little Show. Egli chiese al suo amico Dwight Deere Wiman, il produttore dello spettacolo, di presentargliela e la seguì per tutto il mondo con il suo aereo.
Con l'incoraggiamento della sua ex amante, Louisa d'Andelot Carpenter, la Holman e Reynolds, da cui acquisì il secondo cognome, si sposarono il 29 novembre 1931 nel salotto di una casa a Monroe, nel Michigan. Reynolds voleva che la moglie abbandonasse la sua carriera di attrice e la Holman prese un congedo di un anno. Ma la famiglia di lui non era in grado di sopportare lei e i suoi amici del teatro, che su suo invito visitavano spesso Reynolda, la tenuta di famiglia vicino a Winston-Salem, nella Carolina del Nord. Le discussioni erano frequenti.

### Morte di Zachary Smith Reynolds
Durante una festa a Reynolda Gardens nel 1932 la Holman disse a suo marito che era incinta. La festa era per Charles Gideon Hill Jr., un amico di Reynolds e cugino della sua prima moglie, Anne Ludlow Cannon Reynolds. Ne seguì una discussione tesa. Qualche istante dopo si sentì uno sparo. Gli amici scoprirono Reynolds sanguinante e incosciente con una ferita da arma da fuoco alla testa. Le autorità attribuirono lo sparo ad un suicidio, ma l'inchiesta di un coroner lo dichiarò omicidio. La Holman e Albert Bailey "Ab" Walker, un amico di Reynolds e presunto amante della Holman, furono incriminati per omicidio.
Louisa d'Andelot Carpenter pagò la cauzione di 25000 $ per la Holman presso il tribunale della contea di Rockingham a Wentworth, Carolina del Nord. La Holman indossava un pesante velo e un vestito scuro e gli astanti ed i giornalisti pensavano che fosse nera o di razza mista. Temendo uno scandalo, la famiglia Reynolds contattò le autorità locali e fece cadere le accuse. Il 10 gennaio 1933 la Holman diede alla luce Christopher Smith "Topper" Reynolds.
Il giornalista Milt Machlin indagò sulla morte di Reynolds ed affermò che si era suicidato. Secondo Machlin, la Holman fu vittima dell'antisemitismo delle autorità locali. Il procuratore distrettuale coinvolto nel caso in seguito disse a un giornalista che lei era innocente. Un film del 1933, Sing, Sinner, Sing, era liberamente basato sulle accuse che circondarono la morte di Reynolds.

## Anni successivi
Nel marzo del 1939 la Holman sposò Ralph (pronuncia "Rafe") Holmes, un attore cinematografico e teatrale di dodici anni più giovane. Era uscita con il suo fratello maggiore, Phillips Holmes. Nel 1940 entrambi i fratelli, che erano per metà canadesi, entrarono nella Royal Canadian Air Force. Phillips Holmes fu ucciso in una collisione di due aerei militari il 12 agosto 1942. Quando Ralph Holmes tornò a casa nell'agosto del 1945, il matrimonio si inasprì e si separarono. Il 15 novembre 1945 Ralph Holmes fu trovato morto nel suo appartamento di Manhattan per un'overdose di barbiturici all'età di 29 anni.
La Holman adottò due figli, Timmy (nato il 18 ottobre 1945) e Tony (nato il 19 maggio 1947). Suo figlio biologico Christopher ("Topper") morì il 7 agosto 1950 dopo essere caduto mentre faceva alpinismo. Holman gli aveva permesso di scalare  con un amico a Monte Whitney, la vetta più alta della California, ma non sapeva che i ragazzi erano mal preparati per l'avventura. Entrambi morirono. Chi era vicino alla Holman afferma che lei non se ne perdonò mai.
Negli anni '50 la Holman lavorò con il suo accompagnatore, Gerald Cook, nel ricercare e riordinare quella che chiamavano musica terrestre. Era principalmente blues e spiritual che erano collegati alla comunità afroamericana. Fu coinvolta nel movimento per i diritti civili e diventò amica e compagna di Martin Luther King Jr..
Dopo la morte di suo figlio Christopher, creò la Fondazione Christopher Reynolds per sostenere l'uguaglianza, il disarmo internazionale e la risoluzione dei problemi ambientali. Nel corso del tempo la fondazione restrinse il suo campo di applicazione a cause più specifiche, come i rapporti tra Cuba e gli Stati Uniti. Ha contribuito alla difesa di Benjamin Spock, il pediatra e scrittore arrestato per aver partecipato a manifestazioni contro la guerra.
Attraverso questa fondazione fornì fondi per il viaggio di King in India con sua moglie, Coretta Scott King, per incontrare i seguaci del Mahatma Gandhi che definì "la luce guida della nostra tecnica di cambiamento sociale nonviolento".
Durante la seconda guerra mondiale, cercò di organizzare spettacoli per militari con il suo amico Josh White, ma furono respinti per il fatto che "non prenotiamo società mista".
Il 27 dicembre 1960 sposò lo scultore Louis Schanker. Anche se aveva abbastanza soldi dopo il suo matrimonio con Reynolds, continuç a esibirsi e fare dischi.

### Morte ed eredità

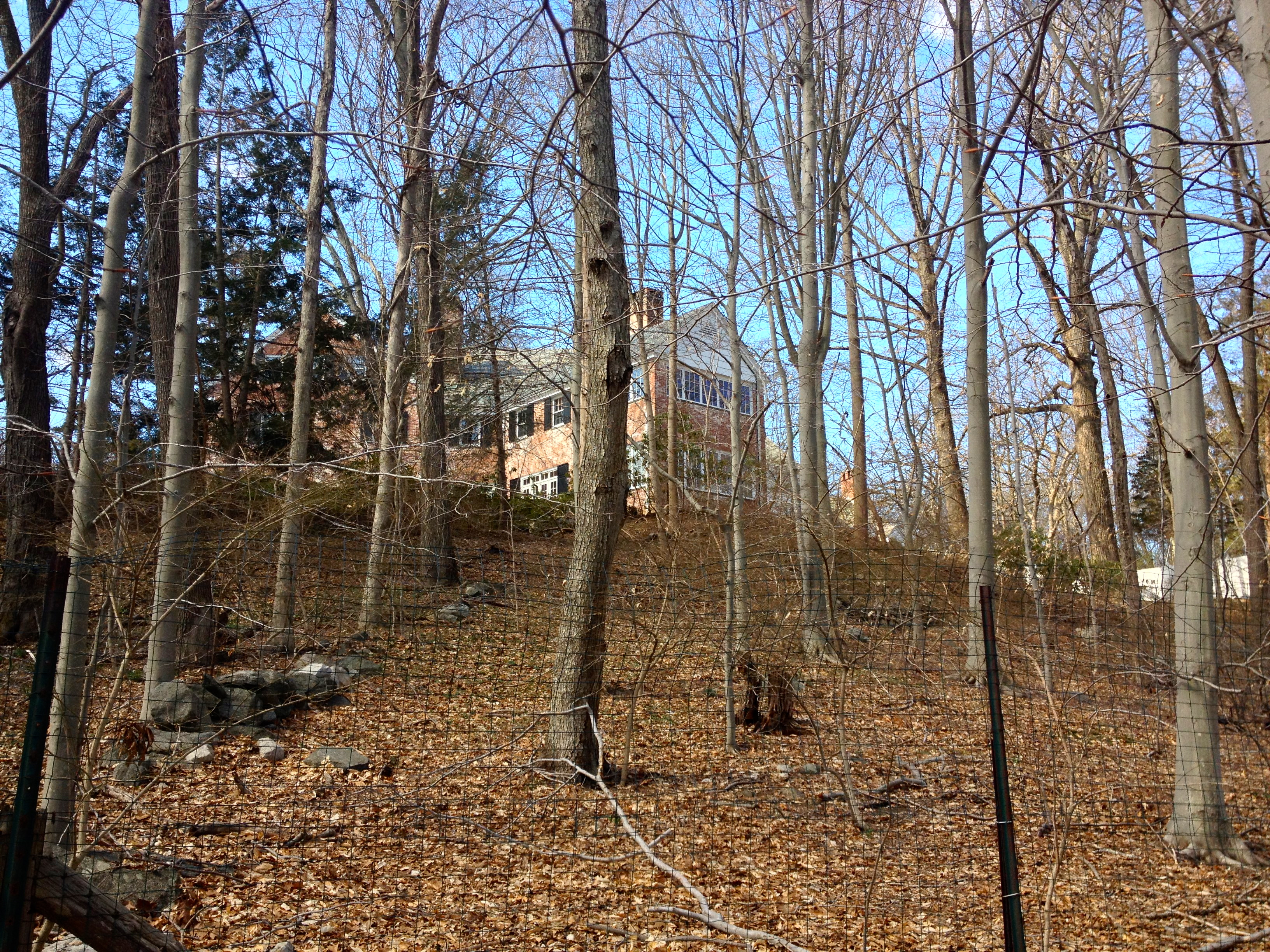
The Treetops Mansion visto da Treetops State Park

Secondo quanto riferito, la Holman soffriva di depressione a causa della morte di John F. Kennedy e Martin Luther King Jr., la perdita delle elezioni presidenziali di Eugene McCarthy, la morte di tanti giovani uomini nella Guerra del Vietnam, la morte di suo figlio e la malattia della sua amica Jane Bowles. Gli amici dissero che aveva perso la sua vitalità dopo la morte di Montgomery Clift nel 1966.
Il 18 giugno 1971 la Holman fu trovata agonizzante sul sedile anteriore della sua Rolls Royce. Fu portata all'ospedale dove morì qualche ora dopo. La sua morte fu attribuita a un suicidio per avvelenamento da monossido di carbonio. Viste le sue crisi depressive ed i precedenti tentativi di suicidio, nessuno degli amici o parenti della Holman fu sorpreso dalla sua morte. Fu cremata e le sue ceneri sparse a Treetops.
Nel 2001 i cittadini fecero uno sforzo positivo per salvare Treetops, la sua tenuta nel Connecticut, dallo sviluppo. Essa Si trova a cavallo del confine tra Stamford e Greenwich. Di conseguenza, i terreni incontaminati sono stati preservati. Treetops fa parte del Mianus River State Park, che è supervisionato dal Dipartimento di Protezione Ambientale del Connecticut. Treetops è a sud del parco del fiume Mianus. La villa è di proprietà privata. Nel 2006 lo studio d'arte di Louis Schanker su una collina che domina la proprietà divenne la sede della Treetops Chamber Music Society.

## Filmografia
- Dreams That Money Can Buy (1947)

## Teatro musicale
- The Sapphire Ring - Selwyn Theatre (1925)
- The Garrick Gaieties - Garrick Theatre (New York) (1925)
- Greenwich Village Follies - Shubert Theatre (Broadway) (1926)
- Merry-Go-Round - Klaw Theatre (1927)
- Rainbow - Gallo Theatre (1928)
- Ned Wayburn's Gambols - Knickerbocker Theatre (Broadway) (1929)
- The Little Show - Music Box Theatre (1929)
- Three's a Crowd - Selwyn Theatre (1930)
- Revenge with Music- New Amsterdam Theatre (1934)
- You Never Know - Winter Garden Theatre (1938)
- Blues, Ballads, and Sin Songs (1954)

## Grandi successi
| Anno | Singolo                         | Hit-parade USA |
| ---- | ------------------------------- | -------------- |
| 1929 | Am I Blue?                      | 4              |
| 1929 | Moanin' Low                     | 5              |
| 1929 | Find Me a Primitive Man         | 19             |
| 1930 | Why Was I Born?                 | 19             |
| 1930 | Body and Soul                   | 3              |
| 1930 | Something to Remember You By    | 6              |
| 1931 | Love for Sale                   | 5              |
| 1931 | I'm One of God's Children       | 14             |
| 1935 | You and the Night and the Music | 11             |